# Athetis lapidea
Athetis lapidea är en fjärilsart som beskrevs av Alfred Ernest Wileman 1911. Athetis lapidea ingår i släktet Athetis och familjen nattflyn. Inga underarter finns listade i Catalogue of Life.